# Sergueï Narovtchatov
Œuvres principales
Vassili Bouslaïev
Sergueï Sergueïevitch Narovtchatov (en russe : Сергей Сергеевич Наровчатов), né le 3 octobre 1919 à Khvalynsk et décédé le 22 juillet 1981 à Koktebel, est un écrivain russe et soviétique. Membre du Parti communiste de l'Union soviétique depuis 1943. Il fut rédacteur en chef de la revue Novy Mir entre 1974 et 1981.

## Biographie
Né à Khvalynsk, Sergueï Narovtchatov passe son enfance à Moscou. Puis, en 1933, il déménage avec sa mère à Magadan où son père est incarcéré. Sergueï y suit sa scolarité à l'école no 1. Il fait ensuite ses études à l'Institut de philosophie, de littérature et d'histoire (ru) et à l'Institut de littérature Maxime-Gorki dont il est diplômé en 1941.
Engagé volontaire en décembre 1939, il participe à la Guerre d'Hiver et, à partir de 1941, à la Seconde Guerre mondiale. Il débute comme correspondant de guerre dans le périodique Syn Rodiny («Сын Родины») sur le Front de Briansk. Il participe également aux combats, notamment autour de Ielets. En 1942, après avoir suivi les cours de journalistes à l'école militaire et politique d'Ivanovo, il est affecté à la 2e armée de choc sur le Front de Volkhov, attaché à la rédaction du périodique Otvazhny voïn («Отважный воин»). Après les combats de Varsovie et de Stettin, il participe à la bataille de Berlin. Il termine son parcours militaire avec le grade de capitaine. Il sera décoré de la médaille pour la Défense de Léningrad et de l'ordre de la Guerre patriotique.
Sa première publication littéraire, le poème épique Semion Dejnev narrant les exploits d'ataman cosaque Simon Dejnev, a lieu dans le journal Oktyabr en 1941. En 1948, parait son premier recueil de poésies Foyers de Feu («Костёр»). La guerre restera l'un des sujets majeur de son œuvre.
À partir de 1971, il est secrétaire de l'Union des écrivains soviétiques.
En 1972, il soutient une thèse de candidature. En 1974, on lui remets le prix d’État de la RSFSR Maxime Gorki pour son poème Vassili Bouslaïev (1967). Il est distingué héros du travail socialiste et décoré de l'ordre de Lénine en 1979.
En dehors de son travail dans Novy Mir, Narovtchatov  publie des articles et critiques littéraires et écrit ses mémoires Nous entrons dans la vie: Livre de jeunesse («Мы входим в жизнь: Книга молодости») parus en 1978.
L'écrivain meurt de la gangrène des pieds enduite par le diabète le 22 juillet 1981. Il repose au cimetière de Kountsevo.

## Hommages
À la demande de la rédaction du journal Novy Mir et de l'Union des écrivains soviétiques, le 12 août 1982, l'une des rues de Magadan où s'est passée l'enfance de Narovtchatov, est nommée en sa mémoire.

## Œuvres
- 1970 : Необычное литературоведение
- 1972 : Атлантида рядом с тобой
- 1974 : Живая река